# Лазарадес
Лазарадес (грч. Λαζαράδες) је насељено место у општини Сервија у периферији Западна Македонија, Грчка. Према попису из 2021. године било је 69 становника.
Насеље је 1913. године имао 129 житеља Грка.